# Динамо (спортивное общество, Германия)
Спортивное общество «Динамо» Sportvereinigung Dynamoо файле — крупнейшее спортивное общество в Германской Демократической Республике.
Создавалось по модели советского «Динамо» как спортклуб полиции и органов госбезопасности ГДР. На практике являлось крупнейшим, лидирующим спортивным обществом страны, пользовавшимся поддержкой государства. В течение всей истории существования общества (1953—1990) его президентом был министр государственной безопасности ГДР Эрих Мильке.
По состоянию на 1976 членами общества являлись более 247 тыс. человек, в нем было занято более 20 тыс. тренеров.
На счету спортсменов «Динамо» около 215 олимпийских медалей, в том числе 45 золотых.
В настоящее время в Германии сохранилось лишь несколько команд, носящих название «Динамо», наиболее известные — футбольные «Динамо» из Дрездена и БФК «Динамо» из Берлина.